# Прад-Салар
Прад-Сала́р (фр. Prades-Salars, окс. Pradas de Salars) — коммуна во Франции, находится в регионе Окситания. Департамент — Аверон. Входит в состав кантона Пон-де-Салар. Округ коммуны — Родез.
Код INSEE коммуны — 12188.
Коммуна расположена приблизительно в 520 км к югу от Парижа, в 130 км северо-восточнее Тулузы, в 20 км к юго-востоку от Родеза.

## Население
Население коммуны на 2008 год составляло 283 человека.
| 1962 | 1968 | 1975 | 1982 | 1990 | 1999 | 2008 |
| ---- | ---- | ---- | ---- | ---- | ---- | ---- |
| 360  | 401  | 365  | 316  | 320  | 293  | 283  |

## Администрация
| Период | Период | Фамилия    | Партия | Примечания |
| ------ | ------ | ---------- | ------ | ---------- |
| 2001   | 2008   | Жан Пужоль |        |            |
| 2008   |        | Жак Гард   |        | пенсионер  |

## Экономика
В 2007 году среди 168 человек в трудоспособном возрасте (15—64 лет) 120 были экономически активными, 48 — неактивными (показатель активности — 71,4 %, в 1999 году было 69,6 %). Из 120 активных работали 111 человек (67 мужчин и 44 женщины), безработных было 9 (3 мужчин и 6 женщин). Среди 48 неактивных 17 человек были учениками или студентами, 14 — пенсионерами, 17 были неактивными по другим причинам.